# Haris Anastasiou
Haris Anastasiou es un cantante chipriota. Haris representó a Chipre en el Festival de la Canción de Eurovisión 1990. Actuó en el 21.er lugar y cantó Milas Poli (Hablas demasiado) Finalmente, consiguió 36 puntos y el 14.º lugar.
En 1987, estuvo presente en el festival como bailarín de Alexia, representante chipriota aquel año.